# Amalosia obscura
Espèce
Synonymes
- Oedura obscura King, 1985

Amalosia obscura est une espèce de gecko de la famille des Diplodactylidae.

## Répartition
Cette espèce est endémique du Kimberley en Australie-Occidentale. 

## Publication originale
- King, 1985 : Three new species of Oedura (Reptilia: Gekkonidae) from the Mitchell Plateau of north Western Australia. Amphibia-Reptilia, vol. 5, p. 329-337.